# Dipartimento di Pilcaniyeu
Pilcaniyeu è un dipartimento argentino, situato nella parte occidentale della provincia di Río Negro, con capoluogo Pilcaniyeu.
Esso confina a nord-ovest con la provincia di Neuquén, a est con i dipartimenti di El Cuy e Veinticinco de Mayo; a sud con il dipartimento di Ñorquincó e ad ovest con quello di Bariloche.
Secondo il censimento del 2001, su un territorio di 10.545 km², la popolazione ammontava a 6.114 abitanti, con un aumento demografico del 23,19% rispetto al censimento del 1991.
Il dipartimento, nel 2001, è composto da:
- 2 comuni (municipios):
  - Comallo
  - Pilcaniyeu
- 4 comisiones de fomento:
  - Laguna Blanca
  - Paso Flores
  - Pilquiniyeu del Limay
  - Villa Llanquín